# 150 км (колійний пост)
150 кіломе́тр — залізничний колійний пост Криворізької дирекції Придніпровської залізниці на електрифікованій лінії Апостолове — Запоріжжя II між станціями Мирова (12 км) та Канцерівка (6 км). Розташований поблизу села Нове Запоріжжя Запорізького району Запорізької області.

## Пасажирське сполучення
Через колійний пост 150 км прямують приміські електропоїзди сполученням Марганець — Запоріжжя II, проте не зупиняються. Найближча станція, де є можливість здійснити посадку/висадку пасажирів на приміські електропоїзди — Канцерівка.